# 斯特利-泰勒计划
斯特利-泰勒计划是美国在越南战争期间执行“特种战争”战略的计划名称。该计划于1961年5月公布，以两位起草者的名字命名：斯坦福大学斯坦福研究所的经济学家尤金·斯特利和驻越南美军司令馬克斯維爾·泰勒将军。按照计划，它将在四年内（1961年至1965年）实施。其目标是在18个月内“平定南越”（绥靖越南南方），从而确保越南共和国陆军在南方战场上占据主动地位。
该计划包括三项战略措施：
- 加强越南共和国陆军，使用大量飞机和坦克快速摧毁解放军武装力量，使用美国指挥官和顾问指挥作战部队。
- 维持城市的同时，通过“安抚”和建立“战略村”来扑灭农村的革命运动。
- 保护海上边界，切断北越的援助，孤立越共。

然而，自1963年以来，由于北邑战役（Battle of Ấp Bắc）、 1963年南越政变等事件的影响，“战略村”未能按原计划实施。 尽管未经宣布，但当美国海军陆战队于 1965 年 3 月登陆岘港直接参与南越作战时，该计划正式结束。

### 引用资料
1. ↑  ,   [2023-11-11], （原始内容存档于2023-11-11） （中文（简体））
2. ↑  ,   [2023-11-11], （原始内容存档于2023-11-11） （中文（简体））
3. ↑   [前江省科学技术厅]. 2007-10-09  [2022-02-19]. （原始内容存档于9 October 2007）.
4. ↑  .   [2023-11-11]. （原始内容存档于2009-05-04） （英语）.

### 相关文献
- 張蓬舟, 張儀鄭, "斯特利-泰勒计划"+-wikipedia&source=bl&ots=8u1rV719xk&sig=ACfU3U26oYY_ITrJE8Sgb74OVux8HiahHw&hl=zh-CN&sa=X&ved=2ahUKEwiqzNqhsLuCAxWMafUHHT45CKg4FBDoAXoECAMQAg#v=onepage&q="斯特利-泰勒计划" , 1965 （中文（简体））
- 文曲经典数字图书馆,  (PDF),   [2023-11-11], （原始内容存档 (PDF)于2023-11-12） （中文（中国大陆））
- ,   [2023-11-11], （原始内容存档于2023-11-11） （中文（简体））
- 人民日报电子版, , 1964-07-19 （中文（中国大陆））
- 人民日报电子版, , 1965-08-05 （中文（简体））
- 中国网, , 2009-01-04  [2023-11-11], （原始内容存档于2013-08-01） （中文（简体））